# Надаль (Воєводина)
Надаль (серб. Надаљ) — селище в Сербії, належить до общини Србобран Південно-Бацького округу в багатоетнічному, автономному краю Воєводина.

## Населення
Населення селища становить 2223 особи (2002, перепис), з них:
- серби — 1794 — 81,47%;
- мадяри — 163 — 7,40%;
- роми — 82 — 3,72%;

Решту жителів  — з десяток різних етносів, зокрема: чорногорці, хорвати, словаки і зо три десятки русинів-українців.